# Лесной (Кимрский район)
Лесной — посёлок в Кимрском районе Тверской области. Входит в состав Приволжского сельского поселения.

## География
Находится в юго-восточной части Тверской области на расстоянии приблизительно 13 км на юго-запад по прямой от районного центра города Кимры на правом берегу реки Хотча.

## История
В XIX веке место было ненаселённое. До Великой Отечественной войны здесь также не отмечалось поселений. Посёлок был отмечен уже только на карте 1978 года.

## Население
Численность населения: 21 человек (русские 100 %) в 2002 году, 7 в 2010.